# Brixidia pellucida
Brixidia pellucida är en insektsart som beskrevs av Van Stalle 1983. Brixidia pellucida ingår i släktet Brixidia och familjen kilstritar. Inga underarter finns listade i Catalogue of Life.